# 球座囊科
球座囊科（学名：Coccoideaceae），是煤炱目下的一个属。

## 下属物种
- Coccodiscus
- Coccodothella
- 球座囊属 Coccoidea
- Coccoidella